# Ron Fassler
Ron Fassler (ur. 4 marca 1957) – amerykański aktor

## Filmografia
- Alien Nation: Dark Horizon (1994)
- Alien Nation: Body and Soul (1995)
- Alien Nation: Millennium (1996)
- Alien Nation: The Enemy Within (1996)
- Alien Nation: The Udara Legacy (1997)
- Watchmen: Strażnicy (2009)
- Gremliny 2 (1990)
- Wojna Charliego Wilsona (2008)
- Hancock (2008)
- Walk Hard: The Dewey Cox Story (2007)
- For Your Consideration (2006)
- Sztandar chwały (2006)
- How I Married My High School Crush (2007)
- Zeke i Luther jako Dale Davis
- Kickin' It jako Dale Davis
- Para królów jako Dale Davis